# River Raid
River Raid — компьютерная игра в жанре скролл-шутера, выпущенная компанией Activision в 1982 году для Atari 2600, а позднее также для Atari 400/800, Commodore 64, ZX Spectrum, а также других игровых приставок и домашних компьютеров.
Игра была создана гейм-дизайнером Кэрол Шоу, ранее работавшей в Atari.

## Игровой процесс

Версия игры для домашних компьютеров Atari

Игрок управляет самолётом, который летит над рекой между её берегами. На пути встречаются корабли, вертолёты, дирижабли и другие объекты, которые игрок может уничтожать посредством стрельбы, которая ведётся вертикально вверх. Двигаясь вверх, самолёт может по команде игрока перемещаться влево и вправо. Активация «вверх» ускоряет движение самолёта игры, и соответственно «вниз» — замедляет. Самолёт имеет запас горючего, и если он заканчивается, то теряется жизнь. Запас может быть пополнен во время полёта над заправочными платформами, которые попадаются на пути.
В конце каждого уровня игрок встречает пересекающий реку мост. Через него может ехать танк, который в случае уничтожения моста открывает огонь по поверхности реки. В игре могут быть и другие активные объекты, ведущие в игровом мире огонь, и его нужно игроку избегать. Изначально игроку даётся некоторое число жизней, и они могут быть потеряны при столкновении с берегом реки или объектом над поверхностью реки, а также при попадании в самолёт снаряда противника. За заработанные очки игроку даются дополнительные жизни. В River Raid имеется несколько десятков различных уровней, сложность которых возрастает по мере прохождения игры.
Расположение суши и воды в игре не было заданным заранее — для этого потребовалось бы слишком много памяти; вместо этого использовался алгоритм регистр сдвига с линейной обратной связью с фиксированным начальным значением.

## Оценки и мнения
| Иноязычные издания                    | Иноязычные издания |
| Издание                               | Оценка             |
| ------------------------------------- | ------------------ |
| Electronic Fun with Computers & Games | [ 1 ]              |
| VideoGame                             | [ 2 ]              |

В журнале Big K в июле 1984 года River Raid назвали классикой.
Retro Gamer в 2008 году поставил игру на 3-е место в своем рейтинге лучших игр для Atari 2600.

## Запрет в Германии
В Германии River Raid стала первой игрой, попавшей в список Bundesprüfstelle für jugendgefährdende Schriften, то есть признанной «опасной для несовершеннолетних». Запрет был снят лишь в 2002 году, с выходом игры в сборнике для PlayStation 2.

## Портированные версии и ремейки
После первоначального выхода на Atari 2600, игра также была выпущена на:
- Atari 5200 (1983)
- Atari 400/800/XL/XE (1983)
- Intellivision (1983)
- ColecoVision (1984)
- Commodore 64 (1984)
- IBM PC и PCjr (PC Booter, 1984)
- MSX (1984)
- ZX Spectrum (1984)

Игра вошла в сборник A Collection of Activision Classic Games for the Atari 2600 для PlayStation (1998), Activision Anthology для PlayStation 2 (2002) и Game Boy Advance (2003), а также в сборник Activision Hits Remixed для PSP (2006).
Версия для Atari 2600 также доступна на приставке Xbox 360 и ПК в сервисе Microsoft GameRoom.